# ティグレス・デ・シエゴ・デ・アビラ
ティグレス・デ・シエゴ・デ・アビラ（西: Tigres de Ciego de Ávila）は、キューバの国内野球リーグであるセリエ・ナシオナル・デ・ベイスボルに所属する野球チーム。本拠地はキューバ中部の都市シエゴ・デ・アビラ。

## 概要
創設以来下位が定位置のリーグ有数の弱小チームであったが、創設から21年目の1998年に初のプレーオフ進出。そこから23年後の2011年に初の準優勝。そして翌年の2012年に強豪のインドゥストリアレスを下して悲願の初優勝を果たした。
その後も2015年、2016年と優勝するなど、近年は上位進出の回数も増えてきている。

## 主な所属選手
- アドニス・ガルシア
- オスバルド・バスケス（英語版）
- ダニー・ミランダ
- ブラディミール・ガルシア
- ホセ・アドリス・ガルシア[3]
- マイケル・フォルク
- ヨエルビス・フィス
- ヨルビス・ボロト
- ライデル・マルティネス
- ルイス・ロベルト・ジュニア
- ルスネイ・カスティーヨ
- ロヘル・マチャド[4]